# Albert van den Berg (Physiker)

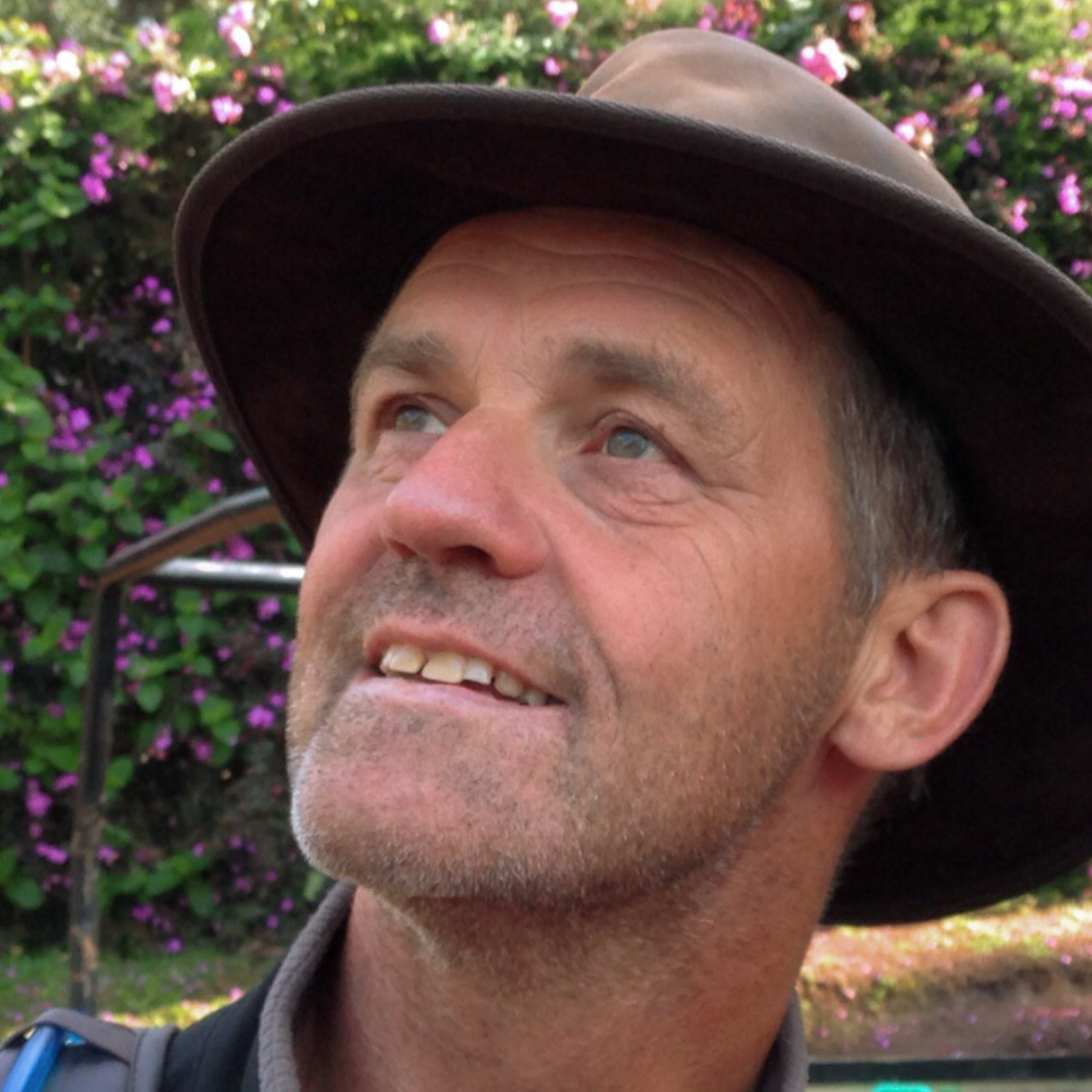
Albert van den Berg

Albert van den Berg (* 1957) ist ein niederländischer Physiker, der sich mit (Nanotechnologie-) Miniaturisierung in Physik, Chemie, Biologie und Biotechnologie befasst (Nanofluidik, Nanosensorik, Lab on a chip (LOC)).
Van den Berg wurde 1988 an der Universität Twente promoviert über chemisch modifizierte ISFETS. Danach war er bis 1993 am CSEM in Neuchâtel und am Institut für Mikrotechnology (IMT) der dortigen Universität.  Während dieser Zeit arbeitete er vor allem über miniaturisierte chemische Sensoren. 1993 bis 1999 war er Forschungsdirektor für miniaturisierte Systeme zur chemischen Analyse (Micro Total Analysis Systems, {\displaystyle \mu }TAS) und chemische Systeme (Miniaturized Chemical Systems, MiCS) am Institut für Nanotechnologie (MESA) der Universität Twente. 1998 hatte er dort eine Teilzeitprofessur und ab 2000 eine volle Professur. 2003 wurde er Leiter der Nanofluidik innerhalb des nationalen niederländischen Nanotechnologie Programms (Nanoned).
2002 erhielt er den Simon Stevin Master Award der niederländischen Gesellschaft für Technikwissenschaften. 2009 erhielt er den Spinoza-Preis, den höchsten niederländischen Wissenschaftspreis. Er ist Mitglied der Königlich Niederländischen Akademie der Wissenschaften und in deren Rat.

## Schriften
- Herausgeber mit R. Edwin Oosterbroek Lab-on-a-chip: miniaturized systems for (bio)chemical analysis and synthesis, Elsevier 2003
- Herausgeber mit Helene Andersson Lab on Chip for Cellomics. Micro – and Nanotechnologies for Life Science, Kluwer/Springer Verlag 2007
- Herausgeber mit Séverine Le Gac Miniaturzation and Mass Spectroscopy, Royal Society of Chemistry Publishing 2009
- Herausgeber verschiedener Konferenzbände zu Micro Total Analysis Systems, zum Beispiel zu den Workshops 1994, 1998, 2000